# Іващенко Петро Олександрович
Петро Олександрович Іващенко (рос. Пётр Александрович Иващенко; 19 серпня 1976, Москва) — російський актор озвучування, диктор, один з найвідоміших голосів російського дубляжу.

## Життєпис
Народився 19 серпня 1976 року у Москві. Батько — Олександр Віталійович Гланц (рід. 9 вересня 1945), заст. головного редактора і дизайнера газети «Спорт-Експрес» в 1991–2008 роках. Батьки зіграли весілля, коли Петру було 13 років.
Закінчив Російський державний гуманітарний університет (факультет інформатики) у 1999 році.